# TKTS

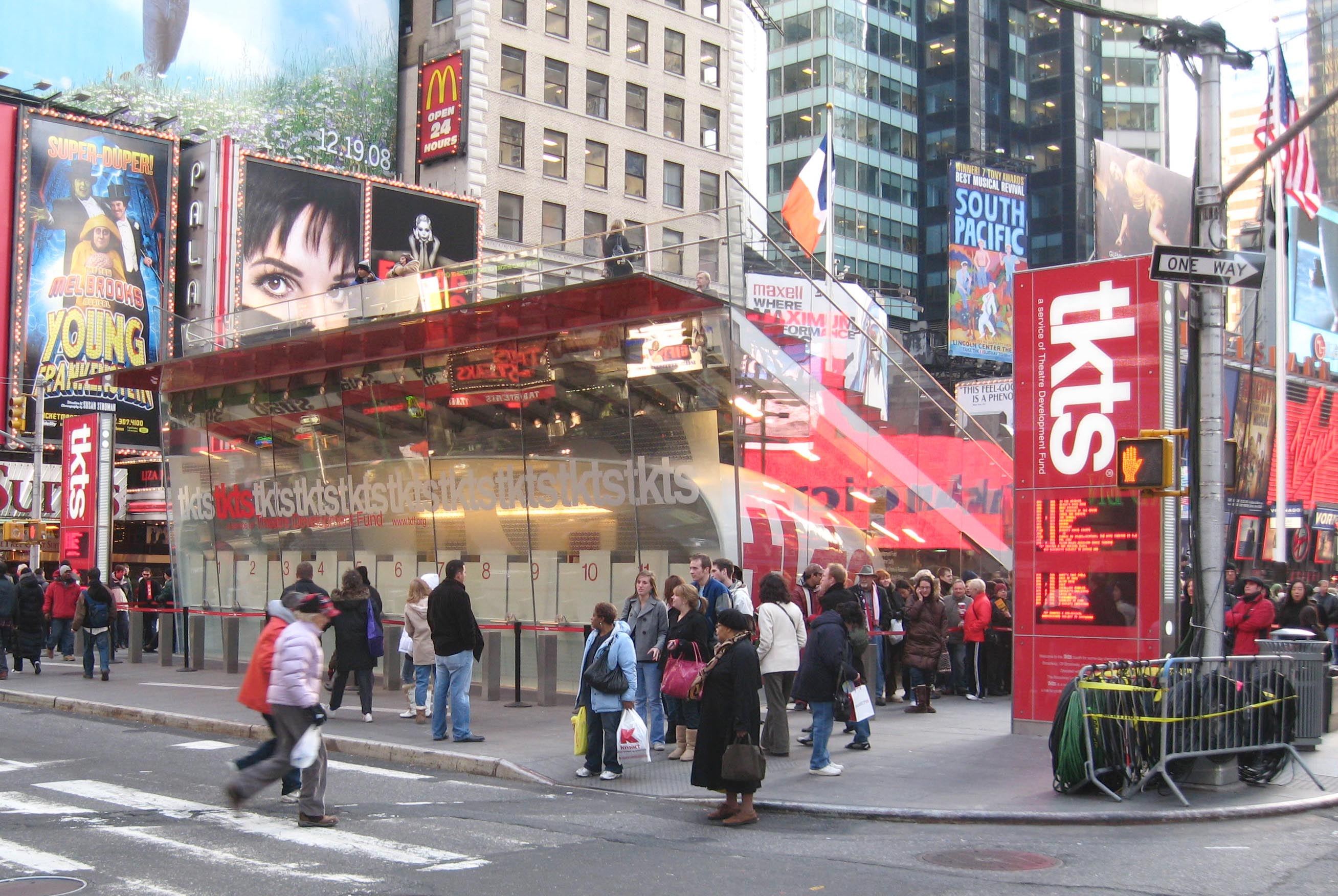
타임스 스퀘어 부근의 TKTS

TKTS는 브로드웨이 연극, 오프 브로드웨이의 티켓 부스로 뉴욕에 위치하고 있다. 20%에서 50%까지 할인된 금액으로 판매하고 있다. 연극발전기금에서 운영한다.